# Tibério Semprônio Longo
Tibério Semprônio Longo (m. 210 a.C.; em latim: Tiberius Sempronius Longus) foi um político da gente Semprônia da República Romana eleito cônsul em 218 a.C. com Públio Cornélio Cipião. Foi pai de Tibério Semprônio Longo, cônsul em 194 a.C..

## Segunda Guerra Púnica

### Primeiro consulado (218 a.C.)

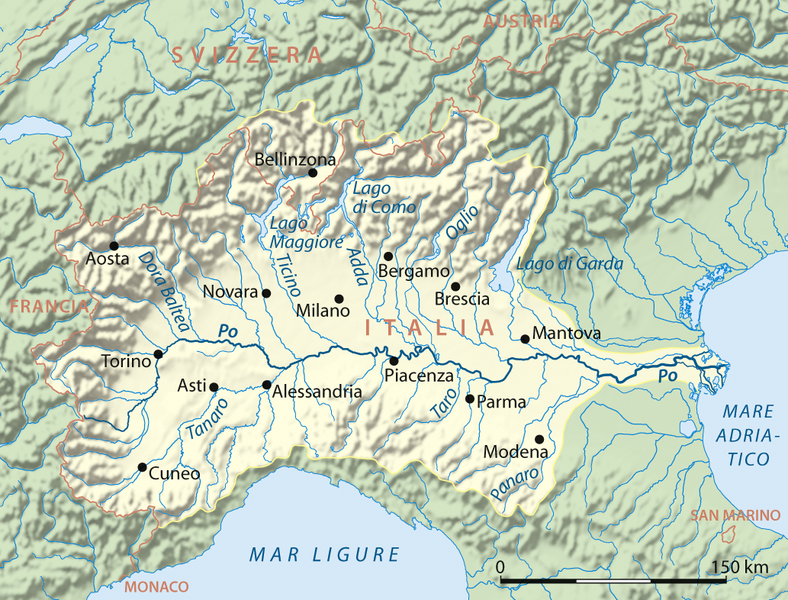
Mapa da Planície Padana, onde ocorreram as primeiras batalhas da Segunda Guerra Púnica.

Foi eleito cônsul em 218 a.C. (ou 219 a.C., como prefere Lívio) com Públio Cornélio Cipião. No primeiro ano da Segunda Guerra Púnica, Semprônio foi enviado para a Sicília para organizar uma expedição à África com 160 quinquerremes, pois não se imaginava que Aníbal fosse capaz de cruzar os Alpes, enquanto Cipião recebeu ordens de marchar para a Hispânia para interceptar Aníbal. Em sua primeira operação, Semprônio capturou Malta com a frota de Lilibeia.
Enquanto completava os preparativos para a invasão da África, foi reconvocado pelo Senado para se juntar às legiões de Cipião para deter o avanço de Aníbal. Neste ínterim, Cipião havia enfrentado os cartagineses na Batalha de Ticino e foi derrotado, com o próprio Cipião sendo ferido. Como era inverno, Semprônio não quis atravessar o Adriático e, por isso, cruzou o estreito de Messina com suas tropas e, em quarenta dias de marcha, atravessou a Itália até Arímino. A parti dali, se juntou ao colega, que estava acampado nas colinas da margem esquerda do rio Trébia. Logo depois de sua chegada, em dezembro, e contra a vontade do próprio Cipião, Semprônio atacou o inimigo. Na Batalha do Trébia, seu exército caiu em armadilha e logo se viu cercado pelas tropas do mais jovem dos irmãos de Aníbal, Magão. Apesar da nova derrota, Longo e cerca de 10 000 legionários conseguiram abrir uma passagem pela retaguarda e se salvaram refugiando-se nas muralhas de Placência.
Em janeiro do ano seguinte, Sempônio voltou a Roma para supervisionar a realização da eleição dos novos cônsules e, principalmente, para apoiar a candidatura de Caio Flamínio Nepos. Depois da eleição de Flamínio, retornou para o acampamento invernal das legiões.

### Anos finais
Em 215 a.C., Semprônio defrontou-se com Hanão em Grumento (na Lucânia, a moderna Basilicata). O exército de Semprônio conseguiu matar 2 000 inimigos e fez mais de 280 prisioneiros, expulsando Hanão da Lucânia para Brúcio (na moderna Calábria), o que permitiu que os romanos reconquistassem, saqueassem e incendiassem (por terem se aliado a Aníbal) as cidades de Vercélio (provavelmente Circello, na província de Benevento), Vescélio (provavelmente Serra Viscilli) e Cicilino (provavelmente Ciciliano, a oeste de Tívoli). Mais de 5 000 prisioneiros foram vendidos como escravos e o resto do butim foi distribuído entre os soldados; o exército seguiu depois para Lucéria.
Semprônio foi depois decênviro dos fatos sagrados (decemvir sacris faciundis) e morreu em 210 a.C.